# Live from Russia
Live from Russia (рус. Вживую из России) — первый концертный альбом группы U.D.O., двойной альбом, вышедший в 2001 году.
В связи с многочисленными пожеланиями фанатов Удо Диркшнайдер решил выпустить концертный альбом. После состоявшихся двух туров по России, место для записи альбома было выбрано участниками группы единогласно. Удо Диркшнайдер прокомментировал это так «Мы могли бы записать альбом где угодно, но нигде нет такой тёплой атмосферы, как в России. Именно поэтому мы будем записывать его там».
Сет-лист альбома определяли поклонники группы, посредством интерактивного голосования на официальном сайте.
В феврале 2001 года Диркшнайдер прибыл в Москву, где совместно с группой Ария записал песню Штиль, которую сам и выбрал из предложенных, а в апреле 2001 года вместе с Арией отправился в турне, где и был записан альбом.
Турне прошло в городах: Ростов-на-Дону (концерт посетили 4500 человек), Волгоград (4000), Саратов (4000), Самара (4000), Нижний Новгород (3500), Москва (Ледовый дворец спорта ЦСКА 6000, Клуб «Точка» 1200), Санкт-Петербург (5000).
Альбом реализовывался SPV Records на компакт-диске (DCD 089-5742 2). Синглы не выпускались.
Интересно, что первые копии содержали орфографическую ошибку в надписи на русском на конверте: «Из России с конЗертом»; после того, как ошибка выявилась, тираж конвертов перепечатали: «Из России с конЦертом»

## Список композиций

### Диск 1
| №   | Название               | С альбома                        | Длительность |
| --- | ---------------------- | -------------------------------- | ------------ |
| 1.  | «Holy»                 | Holy (U.D.O., 1999)              | 5:20         |
| 2.  | «Raiders of Beyond»    | Holy (U.D.O., 1999)              | 4:15         |
| 3.  | «Midnight Mover»       | Metal Heart (Accept, 1985)       | 3:14         |
| 4.  | «Independence Day»     | Solid (U.D.O., 1997)             | 5:53         |
| 5.  | «Metal Eater»          | Timebomb (U.D.O., 1991)          | 4:15         |
| 6.  | «Protectors of Terror» | Objection Overruled (1993)       | 4:31         |
| 7.  | «Animal House»         | Animal House (U.D.O., 1987)      | 3:57         |
| 8.  | «Turn Me On»           | Balls to the Wall (Accept, 1983) | 5:34         |
| 9.  | «Drum Solo»            |                                  | 2:28         |
| 10. | «T.V. War»             | Russian Roulette (Accept, 1986)  | 3:39         |
| 11. | «No Limits»            | No Limits (U.D.O., 1997)         | 4:11         |
| 12. | «Run If You Can»       | Breaker (Accept, 1981)           | 5:23         |
| 13. | «Winter Dreams»        | Balls to the Wall (Accept, 1983) | 5:26         |
| 14. | «In the Darkness»      | Animal House (U.D.O., 1987)      | 6:05         |

### Диск 2
| №   | Название                | С альбома                       | Длительность |
| --- | ----------------------- | ------------------------------- | ------------ |
| 1.  | «Like a Loaded Gun»     | Death Row (Accept, 1994)        | 4:45         |
| 2.  | «Recall the Sin»        | Holy (U.D.O., 1999)             | 4:03         |
| 3.  | «Break the Rules»       | Mean Machine (U.D.O., 1989)     | 4:00         |
| 4.  | «Midnight Highway»      | Breaker (Accept, 1981)          | 4:11         |
| 5.  | «Heaven Is Hell»        | Russian Roulette (Accept, 1986) | 7:15         |
| 6.  | «Monsterмan»            | Russian Roulette (Accept, 1986) | 3:09         |
| 7.  | «Living on a Frontline» | Faceless World (U.D.O., 1990)   | 11:47        |
| 8.  | «Heart of Gold»         | Faceless World (U.D.O., 1990)   | 4:57         |
| 9.  | «Shout It Out»          | Holy (U.D.O., 1999)             | 8:32         |
| 10. | «Cut Me Out»            | Holy (U.D.O., 1999)             | 4:59         |
| 11. | «I'm a Rebel»           | I'm a Rebel (Accept, 1980)      | 3:39         |
| 12. | «They Want War»         | Animal House (U.D.O., 1987)     | 6:19         |

## Участники записи
- Удо Диркшнайдер — вокал
- Штефан Кауфманн — гитара
- Игор Джианола — гитара
- Фитти Винхольд — бас-гитара
- Лоренцо Милано — ударные